# بندر درويش
بندر درويش أحمد وهيبي، لاعب كرة قدم سعودي، يلعب في الظهير الأيمن في كرواتيا ثم في نادي باوك ب اليوناني.

## مسيرة اللاعب
بدأ في الفئات السنية في نادي النصر و احترف في كرواتيا في إنتر زابرشيتش و في اليونان في نادي باوك ب.

## الحياة الشخصية
هو شقيق اللاعب فيصل درويش.